# Lukas Roth
Lukas Roth (* 1965 in Regensburg) ist ein deutscher Fotograf.

## Werdegang
Lukas Roth studierte an der École Nationale Supérieure de la Photographie in Arles. Seit 1991 ist er freischaffender Fotograf in Köln.

## Werk
Roths Anliegen ist es, Architektur so dokumentarisch wie möglich zu fotografieren. Der Schwerpunkt seines künstlerischen Schaffens liegt daher auch auf dem Gebiet der Architekturfotografie.
Er fotografiert für Architekten wie Adolf Krischanitz (Atelierhaus Sperl), Peter Böhm, Arno Brandlhuber, Nikolaus Bienefeld und Bernd Kniess (2.56, Wohnhaus mit Atelierräumen mit A.-J. Bernhardt, Björn Martenson).

## Preise
- 2004: Otto-Steinert-Preis der Deutschen Gesellschaft für Photographie (DGPh)[4]

## Ausstellungen
- 2007: "re-constructions" Paul Kopeikin Gallery, Los Angeles
- 2008: "Rekonstruktionen" Rotonda Galerie, Köln
- 2009: "Rekonstruktionen" Galerie Camera Work, Berlin
- 2009: "Treffpunkt Architekturphotographie" vom 12. Februar bis zum 30. April 2009, vhs Photogalerie, Stuttgart

## Publikationen
- Andy Lim (Hrsg.): Mikado. fotogr. von Lukas Roth. Darling Publications, Köln 2007, ISBN 978-3-939130-56-7.
- Andy Lim (Hrsg.): Lukas Roth "Episode One". Darling Publications, Köln 2007, ISBN 978-3-939130-46-8.
- Ralf Ferdinand Broekman (Hrsg.): Raumklang U-Bahnhof Lohring, Bochum - Sounding space Lohring underground station. fotogr. von Lukas Roth. Müller + Busmann, Wuppertal 2006, ISBN 3-928766-77-5.
- Monika Römisch: Kath. Pfarrkirche St. Pius X. Hohenstein-Ernstthal. fotogr. von Lukas Roth. Kunstverlag Fink, Lindenberg 2000, ISBN 3-933784-90-5.
- Rudolf Sühnel: Der englische Landschaftsgarten in Wörlitz als Gesamtkunstwerk der Aufklärung : fünf historische Rundgänge. fotogr. von Lukas Roth. Manutius-Verlag, Heidelberg 1997, ISBN 3-925678-71-9.
- Robert Treborlang: Sydney: Discover the City. Fotos von Lukas Roth und Ben Apfelbaum. Major Mitchell Press, 1989, ISBN 0-9587708-1-6.